# Falk Lykke
Falk Lykke (2. Januar 1583 – 7. juli 1650) til Skovgaard og Bollerup var en dansk adelsmand, lensmand og officer.

## Biografi
Hans forældre var Erik Lykke til Skovgaard (død 1592) og Margrethe Falksdatter Gjøe. Han deltog i Kalmarkrigen og blev 1612 lensmand over Christianopel Len. I oktober 1625 fik han bestalling som oberst over det skånske regiment, ombyttede samme år sit hidtidige len med Gulland, indtil han 1627 fik Lunde St. Peders, Kloster. På adskillige møder var han befuldmægtiget for den skånske adel. Under den svenske Krig 1643-45 lå hans regiment en lang tid i Helsingør; han kom her i stor strid med borgerne, der hadede ham og kaldte ham Falk Ulykke. Ligeledes var han alt andet end afholdt af sine bønder i Skåne, der klagede over ham til kongen. Derimod har han et godt navn for sin lensstyrelse paa Gulland og hjalp den Hans Strelov med udarbejdelsen af hans Gullands Krønnike. Han ejede et betydeligt bibliotek og en samling af malerier og kobberstik. Han var gift med Kirstine Rantzau (f. 1593), datter af Frands Rantzau og Anne Rosenkrantz, blev ridder 1648 og døde 1650.